# Османска Украјина
Османска Украјина или Канска Украјина (украјински: Ханська Україна) је термин који се користи за део Украјине источно од реке Дњепар, познато и под турским термином Једисан. Први пут се у изворима помиње 1737. године када је руски тајни агент Лупул позвао руску царицу да нападне и заузме османску Украјину. Први покушај није успео и завршио се чувеним нишким споразумом (1739). 
Према Јаши мировном уговору, Османска Украјина је коначно уступљена Русији. По чувеном грчком пројекту.

## Историја
Територија османске Украјине званично је припадала Кримском канату од 1520. године. Територија се појављује као последица мира у Андрусову потписаном 1667. године након завршетка Пољско-руског рата. Османске власти доделиле су тој територији аутономију 1669. године образујући посебан санџак на челу са херманом Петром Дорошенком. То је потврђено споразумом у Бучачу 1672. године. Територина османске Украјине граничила се са Ејалетом Подолија на западу, а на југу са Ејалетом Силистра. Уз помоћ Дорошенка, Османлије су успеле да окупирају Подолију и оснују нову покрајину 1672. године. Четири године касније је краљ Пољске, Јан Собјески, успео да освоји неке изгубљене територије у Украјини, што је потврђено миром у Журавни (1676). Исте године је Иван Самојлович, заједно са московским бољаром Григором Ромодановским, водио успешну кампању против Дорошенка, присиљавајући га да се преда. Окупирана је козачка престоница Чигирин. Између 1677. и 1678. године војска Ибрахим-паше покушава да заузме козачку престоницу (Руско-турски рат (1676-1681)). На крају је војска великог везира Кара Мустафа-паше Ћуприлића успела да заузме град (1678). Град Немирив био је хетманова престоница од 1670. до 1699. године. Након мира у Бахчисарају (1681), османска Украјина је у саставу Молдавије под хосподаром Ђорђем Дуком. 

## Види jош
- Новорусија (регион)
- Нова Србија (област)
- Славеносрбија
- Словеносрпски језик